# Piszke
Piszke ist ein Ortsteil der ungarischen Stadt Lábatlan, die im Komitat Komárom-Esztergom liegt. Piszke befindet sich im westlichen Teil der Stadt Lábatlan, am rechten südlichen Ufer der Donau. Die Nachbargemeinde im Westen ist Süttő. Am gegenüberliegenden Flussufer liegt die slowakische Gemeinde Kravany nad Dunajom. Bis 1950 war Piszke eine eigenständige Gemeinde.

## Geschichte
Im Jahr 1913 gab es in der damaligen Großgemeinde 228 Häuser und 692 Einwohner auf einer Fläche von 3077  Katastraljochen. Sie gehörte zu dieser Zeit zum Bezirk Esztergom im Komitat Esztergom. 1950 wurde Piszke in die Großgemeinde Lábatlan eingemeindet.

## Söhne und Töchter der Gemeinde
- Endre Hamvas (1890–1970), Bischof
- Ferenc Havasi (1929–1993), Politiker

## Sehenswürdigkeiten
- Gerenday-Gemeinschaftshaus mit Arboretum, Ausstellungsraum, Bücherei, Freilichtbühne, Gedenkzimmer, Park und Veranstaltungssaal
- Kalvarienberg, südlich der Kirche
- Römisch-katholische Kirche Sarlós Boldogasszony
- Revolutions- und Freiheitskampfdenkmal, erschaffen 1948 von József Király nach Plänen von Lajos Ezer. Auf dem Sockel des Denkmals finden sich Reliefporträts von János Damjanich,  Lajos Kossuth und Sándor Petőfi.
- Skulptur Papíröntők vor der ehemaligen Papierfabrik, erschaffen 1972 von Péter Rózsa
- Wandgemälde Szerelem im Gerenday-Gemeinschaftshaus, erschaffen von Orsolya Fecske

## Verkehr und Tourismus
Durch Piszke verläuft die Hauptstraße Nr. 10. Die Stadt ist angebunden an die Eisenbahnstrecke von Esztergom nach Komárom. Weiterhin bestehen Busverbindungen über Süttő und Dunaalmás nach Komárom, über Nyergesújfalu, Tát und Dorog nach Esztergom sowie über Tata nach Tatabánya.
An der Bahnstation in Piszke beginnt bzw. endet der Fernwanderweg Közép-dunántúli Pirostúra.